# 거창 농산리 음각선인상 입석
거창 농산리 음각선인상 입석(居昌 農山里 陰刻仙人像 立石)은 대한민국 경상남도 거창군 고제면 입석리에 있는 조선시대의 입석이다.
1997년 1월 30일 경상남도의 유형문화재 제324호 거창 농산리 입석음각선인상으로 지정되었다가, 2018년 12월 20일 현재의 명칭으로 변경되었다.

## 개요
입석은 고인돌과 함께 큰돌 문화의 일종으로, 선돌이라고도 한다. 선사시대에는 고인돌 주변에 마련되어 묘의 경계를 표시하기도 하였고, 역사시대에 와서는 마을 입구에 세워 귀신을 막거나 경계를 나타내고, 토착신앙과 합쳐져 장수를 비는 칠성바위의 대상이 되기도 하였다. 또한 농경사회의 풍요로운 수확을 기원하는 의식이나 인간과 가축의 다산(多産)을 기원하는 의식에 사용되기도 하였다.
이 입석은 커다란 바위를 길쭉하게 다듬은 후 신선의 모습을 움푹 들어가게 새겨놓았다. 왼쪽 아랫면에는 알구멍<성혈(性穴)>의 흔적이 남아있는데, 이를 여성 생식기의 상징으로 보아 농경사회 당시 선사인들이 풍요와 다산을 기원하던 의식으로 보기도 하고, 태양을 상징하는 제사의례와 관계있는 주술적인 의미로 보기도 한다.
알구멍 흔적은 한반도 남쪽에서는 주로 청동기시대 후기부터 초기철기시대까지 나타나고 있어 이 입석은 선사시대의 것으로 보이며, 표면에 있는 신선 조각은 이후 고려시대 전기 때 새긴 것으로 추측된다.

## 참고 자료
- 거창 농산리 음각선인상 입석 - 국가유산청 국가유산포털